# Taxus canadensis
Taxus canadensis (Тис канадський, англ. Canada yew, фр. l'if du Canada) — вид хвойних рослин родини тисових.

## Поширення, екологія
Країни проживання: Канада (Лабрадор, Манітоба, Нью-Брансвік, Ньюфаундленд, Нова Шотландія, Онтаріо, Острови Принца Едуарда, Квебек); США (Коннектикут, Іллінойс, Індіана, Айова, Кентуккі, Мен, Массачусетс, Мічиган, Міннесота, Нью-Гемпшир, Нью-Джерсі, Нью-Йорк, Огайо, Пенсильванія, Род-Айленд, Теннессі, Вермонт, Вірджинія, Західна Вірджинія, Вісконсин). Зазвичай росте як низький чагарник як підлісок у широколистих і хвойних лісах. Гілки часто утворюють суцільний шар так, що зовсім великі скупчення можуть утворюватися.

## Морфологія
Це кущ до 2 м заввишки, як правило, однодомний, низький, дифузно розгалужений, від розлогого до розпростертого. Кора червонувата, дуже тонка. Гілки розлогі й висхідні. Листки розміром 1–2,5 см на 1–2.4 мм, блідо-зелені знизу, від темно-зеленого до жовто-зеленого кольору зверху. Насіння дещо зігнуте, 4–5 мм. 2n = 24. Насіння зріє в кінці літа — початку осені.

## Використання
Історично канадський тис широко використовується носіями північноамериканців і поселенців як напій та для лікування різних захворювань. Хоча цей вид має значний потенціал як джерело біомаси для виробництва Таксолу, так він на даний час не експлуатується.

## Загрози та охорона
За останнє сторіччя відбулося значне зниження площі росту в результаті випасу копитних, пожеж, інтенсивного лісокористування і розчищення земель для сільського господарства та іншого розвитку. У даний час він вважається під загрозою різних ступенів в 12 штатах США і 1 канадській провінції у східній частині Північної Америки. Зростання чисельності населення оленів і зниження снігопадів в результаті зміни клімату у східній частині Північної Америки є значними загрози для майбутнього. Цей вид записаний у численних ПОТ по всьому діапазону поширення.